# Portada/article agost 11

## Cetaci
Els cetacis (Cetacea) són un ordre de mamífers euteris completament adaptats a la vida aquàtica. El nom «cetaci» deriva del grec κῆτος kētos, que significa «balena» o «monstre marí», i fou encunyat per Aristòtil per referir-se als animals aquàtics dotats de respiració pulmonar.
Tenen un cos fusiforme, semblant al dels peixos, que els fa més hidrodinàmics. Les potes anteriors s'han transformat en aletes, mentre que les potes posteriors estan absents com a tals, però encara en romanen alguns ossos vestigials, no units a la pelvis i ocults dins del cos. L'aleta caudal és horitzontal i es divideix en dos lòbuls. Generalment manquen de pèl i estan protegits tèrmicament per una capa espessa de greix.